# White Shoulders (film 1922)
White Shoulders è un film muto del 1922 diretto da Tom Forman.

## Trama
La signora Pitman è in caccia, alla ricerca di un marito ricco per la figlia Virginia. Però l'uomo su cui punta gli occhi, il colonnello Singleton, insulta la ragazza e il fratello di lei gli spara. La famiglia cambia nome e città. Virginia trova un nuovo corteggiatore, Clayborne Gordon, che però cambia idea quando viene a conoscenza del passato della ragazza. Lei racconta le sue vicissitudini a Cole Hawkins, un pilota di auto da corsa che non ha un soldo ma di cui lei si è innamorata. A Cole non importa il passato di Virginia e la prende così com'è. Ma non basta: Cole si rivela anche essere in realtà uno degli uomini più ricchi della zona.

## Produzione
Il film fu prodotto dalla B.P. Schulberg Productions (con il nome Preferred Pictures). Fu girato in California, all'Hotel Del Monte a Monterey e a Pebble Beach.

## Distribuzione
Distribuito dalla Associated First National Pictures, il film - presentato da B.P. Schulberg - uscì nelle sale cinematografiche USA nell'ottobre 1922. In Finlandia, fu distribuito il 10 febbraio 1924.